# Культура Хіґасіяма

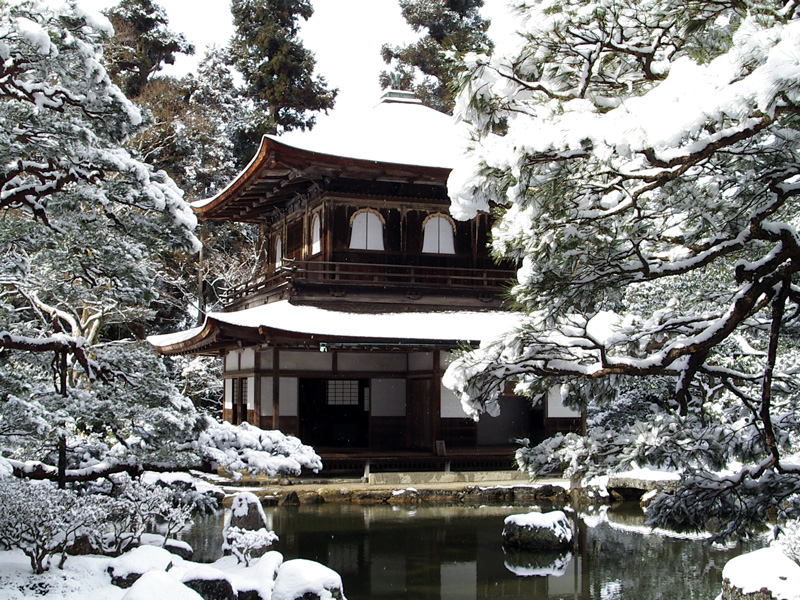
«Срібний павільйон» на «Східній горі» — уособлення вишуканої культури Хіґасіяма.

Культура Хіґасіяма (яп. 東山文化, ひがしやまぶんか, «культура Східної Гори») — термін, яким позначають японську культуру середини 16 століття. Відповідає середині періоду Муроматі, правлінню 8-го сьоґуна сьоґунату Муроматі, Асікаґи Йосімаси.
Названа на честь «Східної гори» — Хіґасіяма, місцевості на сході середньовічного Кіото, де сьоґун мав власну резиденцію, відомою сьогодні як «Срібний павільйон».
Характерними рисами культури є:
- симбіоз традиційної культури японських аристократів куґе зі звичаями самураїв.
- вплив дзен-буддизму на мистецтво і архітектуру.
  - поява кам'яних японських садів.
  - поява чайної церемонії.
  - поява ікебани.
  - поява кодо.
  - поява «кабінетного стилю» в оформленні інтер'єру кімнат.
- домінування нових естетичних принципів: вабі, сабі, юґен.
- поширення поетичного жанру ренґа.